# Awantura w Niekłaju
Awantura w Niekłaju – powieść przygodowa dla młodzieży autorstwa Edmunda Niziurskiego, wydana w 1962.

## Fabuła
Akcja rozgrywa się latem 1960 roku w fikcyjnym miasteczku Niekłaj. Jego położenie nie jest bliżej określone, ale z luźnych aluzji w tekście można się domyślić, że znajduje się ono na Kielecczyźnie. Bohaterami są uczniowie starszych klas szkoły podstawowej, którzy – podzieleni na kilka grup – rywalizują o kontrolę nad „Starym Ogrodem” – zapuszczonym, przyfabrycznym parkiem. Owe „bandy” to:
- „Piraci” pod wodzą Zenona skupiający „tubylców” tj. rdzennych mieszkańców Niekłaja,
- „Koloniści” (właściwie Federacja Astronautów), skupiająca młodzież z rodzin napływowych, przybyłych do Niekłaja w związku z rozbudową fabryki maszyn,
- „Zielone Jaszczurki” – banda żeńska, pod wodzą Anki Ankwiczówny, sprzymierzona z Piratami.

Akcja rozgrywa się w lipcu, w przededniu święta 22 lipca, podczas którego ma być wystawiona inscenizacja bitwy pod Grunwaldem. Bohaterowie, uczniowie szkoły podstawowej, przedpołudniami w ramach półkolonii biorą udział w próbach inscenizacji, a w wolnym czasie penetrują Stary Ogród, walcząc między sobą o kontrolę nad nim. „Piratów” szczególnie motywuje plotka, jakoby na terenie Ogrodu ukryty był „skarb Szwajsa” – skrzynie ze złotem zakopane pod koniec wojny przez niemieckiego właściciela fabryki. Jednocześnie wiceadmirał (zastępca wodza) „Piratów” Michał, przywódca „Kolonistów” Andrzej Kszyk i przywódczyni „Zielonych Jaszczurek” Anka Ankwiczówna dochodzą do wniosku, że wokół fabryki dzieją się niepokojące rzeczy – jakaś banda usiłuje wykraść pilnie strzeżony wynalazek „silnik beztłokowy”. Ponieważ dorośli nie wierzą w ich ostrzeżenia, młodzi postanawiają działać na własną rękę, ponad „podziałami plemiennymi” i zdemaskować szajkę.

## Bohaterowie
- Zenon – „admirał”, wódz Piratów, o silnych cechach przywódczych, chytry, władczy, owładnięty chęcią zdobycia skarbu.
- Michał – „wiceadmirał” Piratów, syn inżyniera, głównego technologa z fabryki, „szlachetny pirat”, uznający tylko rycerskie metody walki, potrafiący się zdobyć na współdziałanie z przeciwnikiem w imię wyższych celów.
- Andrzej Kszyk – przywódca „Kolonistów”, syn inżyniera, głównego konstruktora w fabryce.
- Anka Ankwiczówna – przywódczyni „Zielonych Jaszczurek”.
- Światek Dauer zwany „Adenauer” – syn inżyniera z Wybrzeża, który przyjechał z ojcem do Niekłaja, młodszy od większości składu „Piratów”, usiłuje dostać się do ich grona.
- Susuł – sympatyczny grubas, jeden z „Piratów”, będący obiektem kpin, ale potrafiący zdobyć się na odwagę.
- Mułła – stróż Abdulewicz, dozorujący Stary Ogród Szwajsa.
- Ryksza – jeden z uczestników przedstawienia bitwy pod Grunwaldem.

## Kontekst
Powieść jest dość reprezentatywna dla wczesnego okresu twórczości Niziurskiego. Narracja jest w dużym stopniu prowadzona oczami chłopców i oddaje ich wyobrażenia i wiedzę o świecie. Powieść przedstawia klimat małego miasteczka środkowej Polski w epoce gomułkowskiej, które zostaje wciągnięte w rytm powolnych, ale nieubłaganych przemian. Niziurski w znacznym stopniu sympatyzuje z odchodzącym światem drobnomieszczaństwa, tradycji rzemieślniczych, lokalnych legend np. związanych z „Bosmanem” Reją, miejscową barwną postacią marynarza, który za młodu pływał na statkach z Gdyni i przeżył niebezpieczne przygody na Karaibach. Reprezentujący miejscową, zakorzenioną społeczność „Piraci” są odmalowani z dużą dozą sympatii, a rzeczywistość jest przedstawiana ich oczami, mimo że ich działania są „obiektywnie reakcyjne”, a motywy działań często niskie (chciwość). Natomiast wódz „Kolonistów” Andrzej Kszyk, syn komunistycznego działacza, jest postacią lekko karykaturalną.
W Awanturze w Niekłaju można też dopatrzyć się zakamuflowanych aluzji politycznych. W epizodzie rozgrywającym się na zamieszkanej przez emerytów ulicy Zapłotkowej, Zenon (nota bene postać o przewadze cech negatywnych) mówi z zadumą o biednych emerytach z tej uliczki, że „nie ma już tego kraju, gdzie chcieliby wyjechać” – najprawdopodobniej ma na myśli Polskę międzywojenną.

## Inspiracje
Powieść opiera się na podobnym schemacie fabularnym, co Chłopcy z Placu Broni Ferenca Molnára. Dwie chłopięce bandy walczą o kontrolę nad terytorium. Nazwy band są inspirowane współczesną kulturą masową i polityką, chłopcy chcą naśladować bohaterów walczących w słusznej sprawie. U Molnára inspiracją była Wiosna Ludów i włoskie Risorgimento, u Niziurskiego jest to dekolonizacja Afryki i kosmonautyka. Podobnie jak „Plac Broni”, tak samo „Stary Ogród” w zakończeniu powieści przestaje istnieć – ma zostać zagospodarowany i straci romantykę. Zakończenie Awantury jest jednak o wiele bardziej pogodne.
W Awanturze pojawiają się też elementy powtarzane w późniejszej twórczości Niziurskiego – np. postać Światka Dauera, który wędruje po Polsce z ojcem w ślad za „wielkimi budowami socjalizmu”, znajdzie później rozwinięcie w głównym bohaterze powieści Siódme wtajemniczenie.

## Kontynuacje
Do Awantury w Niekłaju nawiązuje kilka opowiadań Niziurskiego, zamieszczonych w zbiorach Trzynasty występek oraz Jutro klasówka. Akcja ich rozgrywa się w tym samym miasteczku, choć jak wynika z fabuły, około roku później. Bohaterami są częściowo te same postacie.

## Ekranizacja
W 1984 weszła na ekrany ekranizacja książki pod tytułem Tajemnica starego ogrodu.